# Abdelrahim Dagalo
Abdelrahim Hamdan Dagalo (em árabe: عبدالرحيم دقلو) é o vice-líder das Forças de Suporte Rápidas, uma organização paramilitar no Sudão. A influência política de Abdelrahim cresceu quando se tornou vice-líder da organização em 2018, estabelecendo fortes laços dentro do regime de Omar al-Bashir. Também teria desempenhado um papel na morte dos manifestantes durante os protestos de 2019.
Abdelrahim, nascido no sul de Darfur no início da década de 1970, é irmão de Mohamed Hamdan Dagalo, também conhecido como Hemedti, comandante das Forças de Suporte Rápidas. Abdelrahim serviu inicialmente na guarda de fronteira, ascendendo a coronel quando as Forças de Suporte Rápidas foram criadas em 2013. Paralelamente à sua carreira militar, a família Dagalo aventurou-se em atividades comerciais, incluindo mineração e prospecção de ouro, nomeadamente com a Al-Junaid Company.
Em 2023, quando as Forças de Suporte Rápidas entraram em confronto com o exército sudanês, ele enfrentou sanções internacionais por alegadas violações dos direitos humanos. Abdelrahim defendeu-se, alegando que as sanções eram injustas, enquanto os Estados Unidos sublinhavam a necessidade de responsabilização.